# The Punk and the Godfather
Pistes de Quadrophenia
Cut My Hair I'm One
The Punk and the Godfather est une chanson du groupe de rock britannique The Who, parue en 1973 sur l'opéra-rock Quadrophenia. Sur la version américaine de l'album, cette chanson était nommée The Punk Meets the Godfather.

## Caractéristiques
Au niveau poétique, cette chanson présente un dialogue entre deux personnages, le Punk et le Parrain (godfather). Le premier expose sa colère devant les actes du second. Cependant, le Parrain semble ne pas entendre ces reproches. On peut supposer que le Punk est Jimmy, le personnage principal de l'album. Les paroles sont assez énigmatiques. L'auteur, Pete Townshend, les traduit en ces termes :
« Le héros va à un concert de rock. Il fait la queue, paye sa place, et décide d'aller voir les vedettes en coulisse alors qu'elles sortent de la scène. Et l'une d'elles arrive et dit : "Foutez-moi le camp !" Et il réalise subitement que rien n'arrive vraiment dans le rock'n'roll. C'est juste une autre croix sur sa liste. »
On peut également dire, à nouveau, que cette chanson est auto-référentielle. Lors des breaks, on entend une voix modifiée électroniquement chanter m-m-my g-g-generation, renvoyant à la chanson éponyme du groupe.
Du point de vue musical, cette chanson est l'une des plus agressives de l'album. Townshend a mélangé textures électriques et acoustiques pour soigner ses parties de guitare. John Entwistle a créé une partie de basse en contrepoint de celle de guitare, créant la profondeur harmonique commune aux enregistrements des Who de cette période. Roger Daltrey chante le dialogue entre le Punk et le Parrain. Townshend chante une mélodie un peu séparée du reste de la chanson, avant le retour au dialogue.
On entend sur la fin des acclamations, ce qui appuie l'interprétation de Townshend, qui précise que l'action se passe lors d'un concert de rock.

## Remarques
- C'est l'une des premières occurrences où le mot punk intervient dans une chanson de rock.
- Le riff principal de cette chanson ressemble étrangement au refrain d'Acid Queen du même groupe.

## Sources et liens externes
- Notes sur l'album
- Paroles
- Accords pour guitare
- Site de référence sur l'album